# Хаджи-паша
Мехмед Хаджи Паша (тур. Mehmet Hacı Paşa; — 1360) — визирь Османского бейлика (1340/48—1349) в период правления Орхана. Был турком.
О нём мало что известно, кроме того, что Мехмед ненавидел Низамуддина Ахмеда-пашу, они всегда ссорились между собой. Существуют различные версии по поводу того, когда Хаджи-паша стал визирем — после смерти Ахмеда-паши в 1348 году или же в 1340 году. Часть ученых считает, что Ахмед-паша носил титул визиря в июне 1348 года, когда подписывал вакуфнаме Лалы Шахина-паши, другая часть полагает, что уже с 1340 года визирем был Хаджи-паша. И. Данишменд утверждал, что Хаджи-паша был визирем с 1348 года. Умер Хаджи-паша в 1360 году.